# LFV (Unternehmen)
LFV (bis 31. Dezember 2006: Luftfartsverket) ist ein staatliches Unternehmen für die Luftverkehrskontrolle in Schweden und hat seinen Hauptsitz in Norrköping. Es wurde 1947 als staatliche Behörde gegründet. 2005 wurde eine Trennung zwischen dem geschäftlichen und dem behördlichen Bereich vorgenommen, wobei der behördliche Bereich in das neu gegründete Zentralamt für Luftfahrt, Luftfartsstyrelsen, verlagert wurde. Zum 1. April 2010 wurde der Betrieb der 14 staatlichen Flughäfen Schwedens, der ursprünglich zu den Kernaufgaben von LFV zählte, in das neu gegründete Unternehmen Swedavia ausgegliedert. Auch Swedavia befindet sich in Staatsbesitz. 
Luftfartsverket ist zuständig für
- die Luftverkehrskontrolle für den zivilen und militärischen Flugverkehr in Schweden
- und die Ausbildung von Fluglotsen

LFV hatte im Jahr 2005 ungefähr 3500 Angestellte und einen Umsatz von 5,7 Milliarden SEK/~630 Millionen Euro.
Nach der Umstrukturierung im Jahr 2010 hat LFV 1400 Angestellte und einen Umsatz von 2 Milliarden SEK (~200 Mio. Euro).
Die Tätigkeit des LFV wird hauptsächlich durch Abgaben finanziert.